# Matthew Michael Carnahan
Matthew Michael Carnahan, a volte accreditato come Matt Carnahan (Port Huron, ...), è uno sceneggiatore e regista statunitense.

## Biografia
Ha scritto le sceneggiature dei film The Kingdom, Leoni per agnelli e State of Play. Assieme a Drew Goddard e Damon Lindelof ha collaborato alla sceneggiatura di World War Z.
Suo fratello è il regista e sceneggiatore Joe Carnahan.
Nel 2019 firma le sceneggiature di City of Crime e Cattive acque e debutta alla regia con il film Mosul, presentato in anteprima alla 76ª Mostra internazionale d'arte cinematografica di Venezia.

## Filmografia

### Sceneggiatore
- The Kingdom, regia di Peter Berg (2007)
- Leoni per agnelli (Lions for Lambs), regia di Robert Redford (2007)
- State of Play, regia di Kevin Macdonald (2009)
- World War Z, regia di Marc Forster (2013)
- Deepwater - Inferno sull'oceano (Deepwater Horizon), regia di Peter Berg (2016)
- City of Crime (21 Bridges), regia di Brian Kirk (2019)
- Cattive acque (Dark Waters), regia di Todd Haynes (2019)
- Mosul, regia di Matthew Michael Carnahan (2019)

### Regista
- Mosul (2019)

### Produttore
- Leoni per agnelli (Lions for Lambs), regia di Robert Redford (2007)